# Egitomania

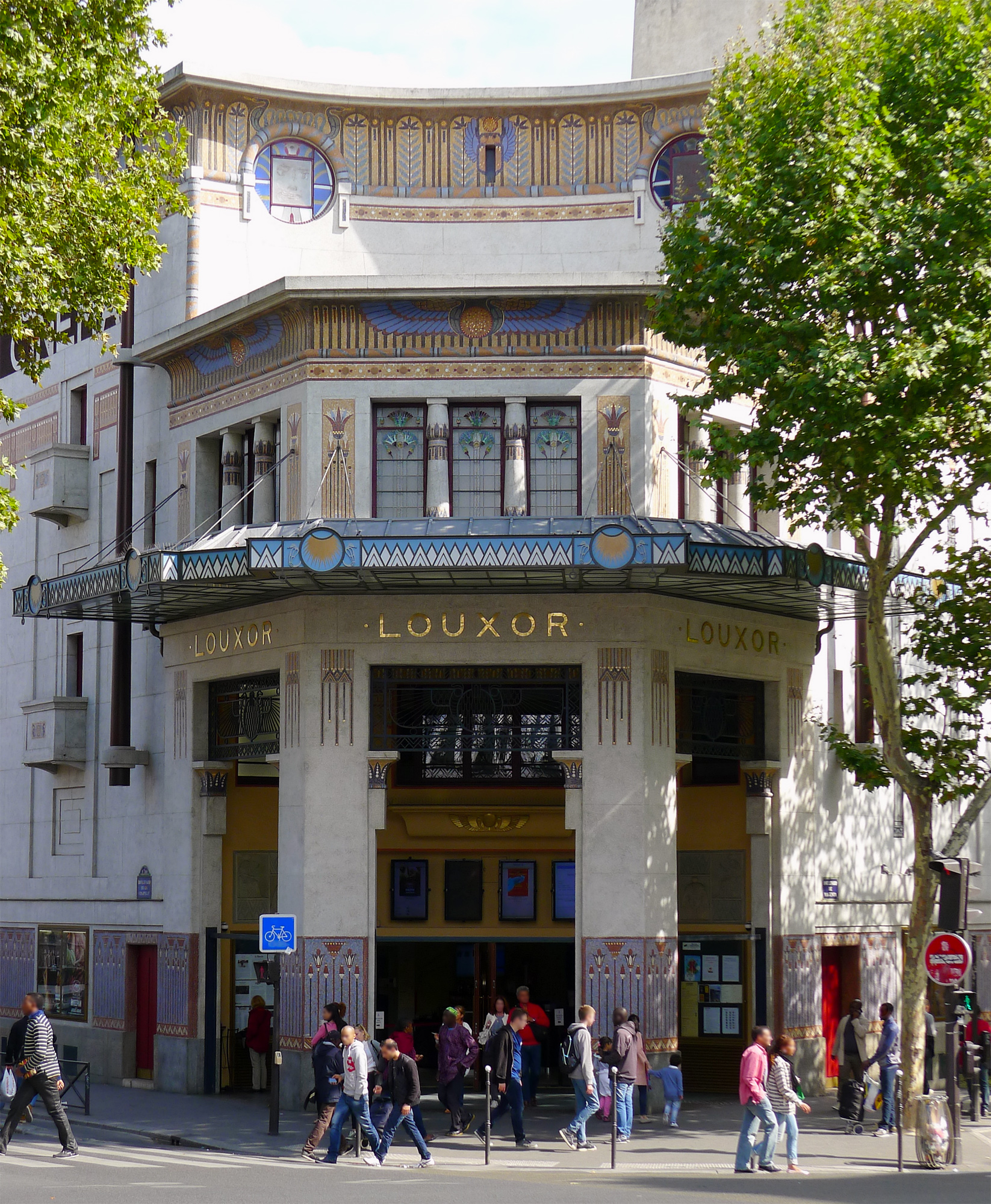
Fachada do cinema Le Louxor, em Paris, construído na década de 1920 e um exemplo tardio dos reflexos da egitomania na arquitetura

A egitomania foi uma onda de interesse a respeito do Antigo Egito durante o século XIX e início do século XX, como resultado da campanha egípcia de Napoleão Bonaparte (1798–1801) e, em particular, como resultado da apropriação de objetos e do extenso estudo científico dos vestígios e da cultura egípcios, que resultaram desta campanha. 
Além de seu impacto estético na literatura, artes plásticas e arquitetura, ela também desempenhou um papel em discussões sobre raça, gênero e identidade nacional. A egitomania teve um impacto significativo na cultura ocidental, incluindo quanto à construção de um senso de nação. 

## Cultura

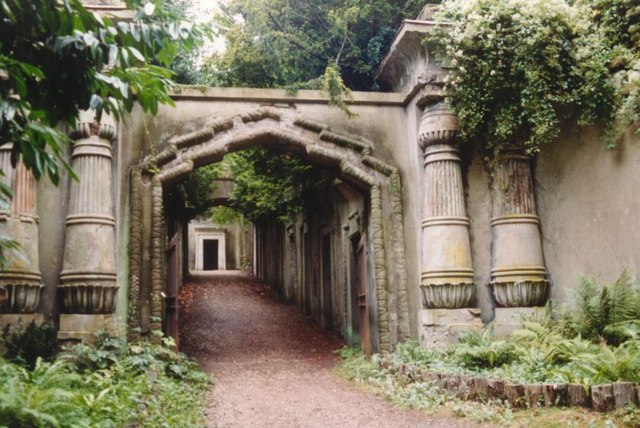
Entrada da Egyptian Avenue e do Lebanon Circle (construídos em 1838–39), no Cemitério de Highgate, em Londres, Reino Unido

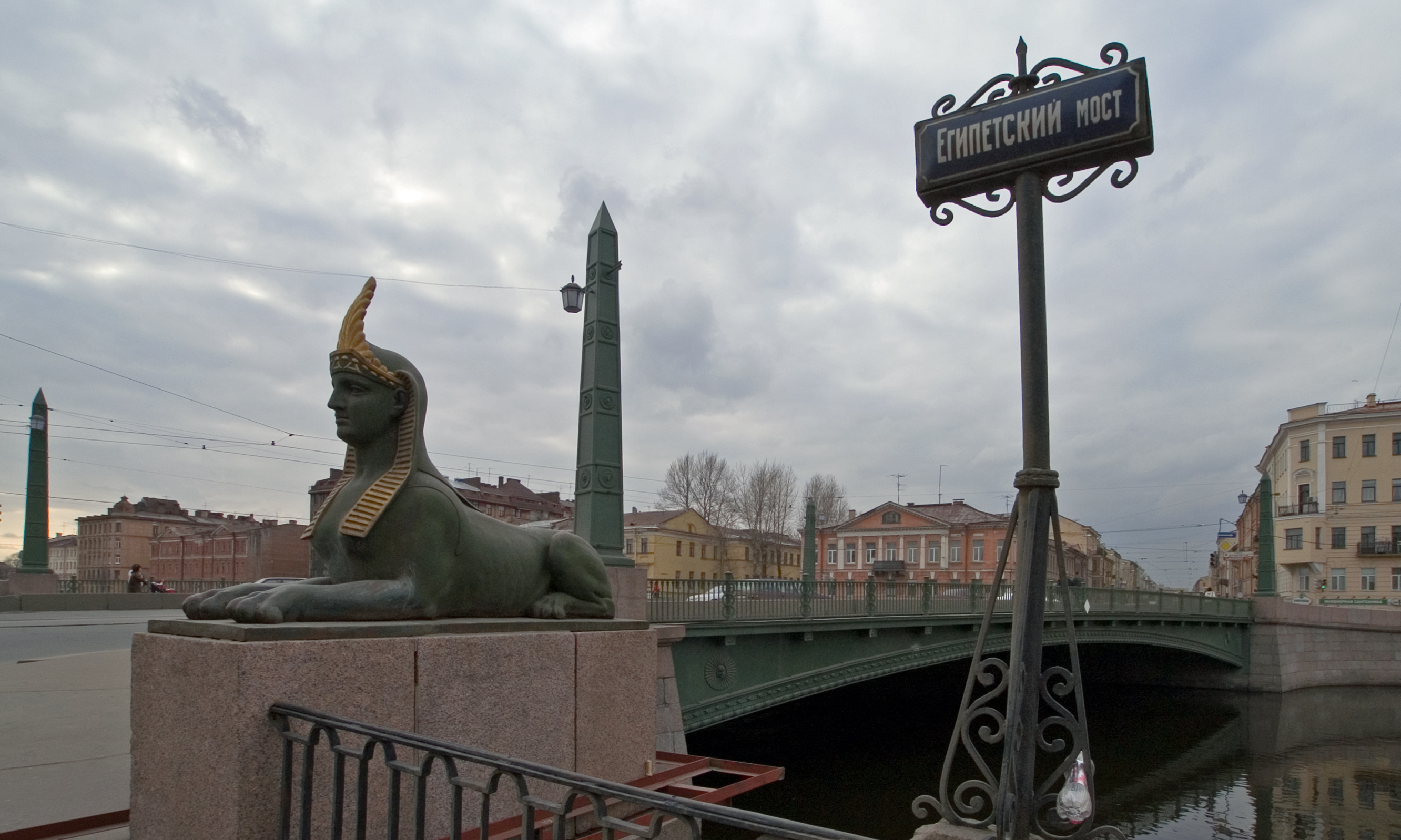
Ponte egípcia, em São Petersburgo

Desde o início do século XIX o fascínio pelo Antigo Egito parece ter afetado a cultura ocidental, notadamente a literatura, arquitetura, arte, cinema, política e religião. Houve duas importantes ondas da egitomania no século XIX, especialmente em artes e design, causadas por publicações sobre o Egito que se tornaram muito populares: Voyage dans la Basse et la Haute Egypt (1802), de Vivant Denon; e Description de l'Égypte (1809) do Institut d'Égypte. Graças a essas publicações, as pessoas se interessaram cada vez mais pela cultura egípcia e seus elementos. Imagens e representações egípcias antigas foram integradas em uma ampla variedade de setores culturais e influenciaram as artes plásticas em todo o mundo ocidental, por exemplo a famosa Aida de Giuseppe Verdi. 

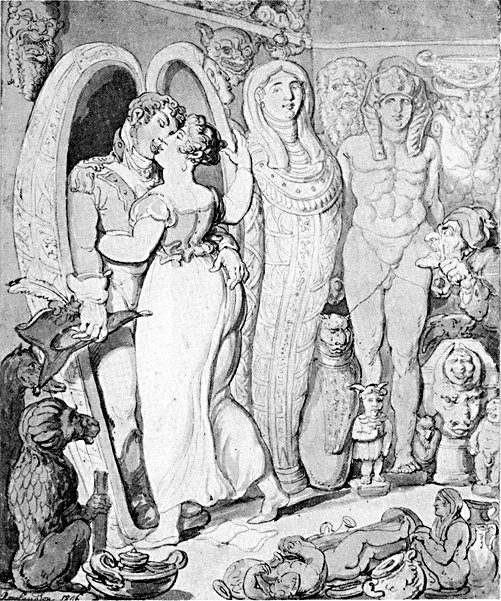
Caricatura britânica (1806)

Além disso, imagens e símbolos egípcios serviam para propósitos mais triviais, como festas e eventos tendo o Egito como tema, e foram usados em numerosos produtos comerciais como talheres, móveis, decoração e publicidade.
Em geral as pessoas eram fascinadas por tudo o que tinha uma estética egípcia, e as numerosas exposições sobre a cultura egípcia, em museus de todo o mundo, demonstram a continuidade do interesse das pessoas por ela, ainda no século XXI.  

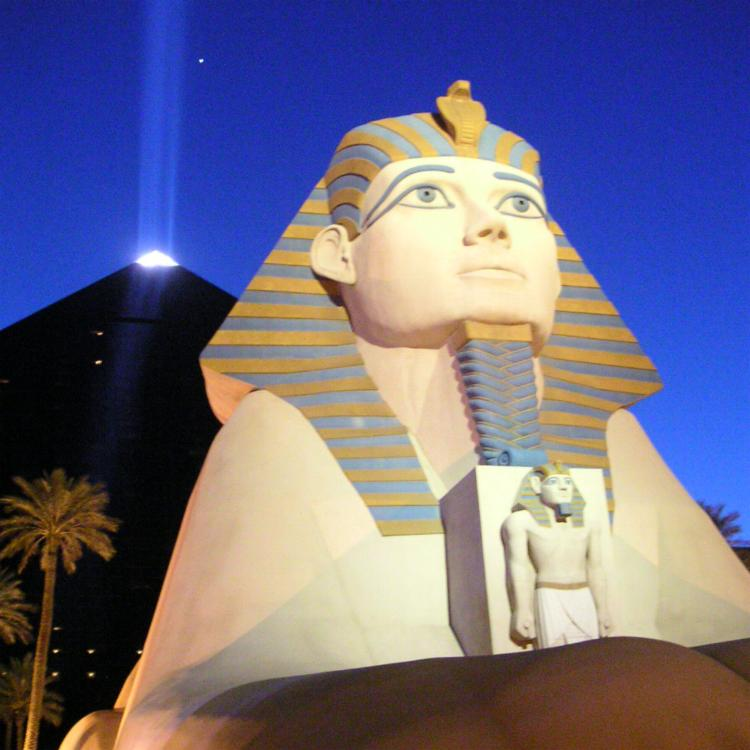
O Hotel Luxor, em Las Vegas, é um exemplo contemporâneo do impacto duradouro da estética egípcia

Fascinado pela cultura egípcia, a literatura, as artes visuais e a arquitetura absorveram o que estava se tornando conhecimento geral sobre a cultura egípcia antiga, fazendo uso desse conhecimento no debate contemporâneo sobre identidade nacional, raça e escravidão. Certos elementos característicos da cultura egípcia tornaram-se simbolicamente carregados. A múmia, por exemplo, representou o fascínio com os mortos e a reanimação. A figura de Cleópatra, a escrita e decifração hieroglífica e a pirâmide como uma tumba-labirinto, são outros exemplos de como elementos do Egito Antigo se popularizaram.  
A arquitetura e os símbolos eram especialmente populares em portões de cemitérios, lápides e memoriais públicos no século XIX e início do século XX. Mausoléus de pirâmide, mastabas de teto plano, colunas de lótus, obeliscos e esfinges eram especialmente populares em cemitérios rurais e jardins do século XIX.

## Ciência
A Frenologia é o estudo do crânio humano, e afirmava ser capaz de determinar a inteligência e até o caráter de um indivíduo. Múmias egípcias serviram como fonte profícua para seu objeto de estudo. A craniologia foi especialmente importante no que diz respeito à questão se os egípcios eram negros ou brancos, um debate conduzido à luz da justificação da escravidão durante o século XIX.

## Raça e identidade nacional
O Egito ocupa um local especial entre as regiões históricas e geográficas, pois não pode ser facilmente colocado na África ou na Ásia, nem no Oriente ou no Ocidente. Portanto, o Egito seria "o passado de todos". A figura do Egito tem sido um importante ponto de referência no desenvolvimento da identidade nacional no mundo ocidental, embora esses processos de formação de identidade sejam complexos e envolvam muitos fatores. 

A identidade racial dos faraós egípcios foi usada especialmente por cientistas do século XIX, como Samuel George Morton e seus contemporâneos, para confirmar sua teoria da hierarquia racial. Essa hierarquia serviu aos defensores da escravidão para justificar o tratamento desumano dos escravos e a negação dos direitos civis de todos exceto os brancos. O livro Types of Mankind (1854), o ponto culminante do pensamento racial da American School of Ethnology, contém um capítulo importante sobre as características raciais dos antigos egípcios, iniciando uma controvérsia que ainda hoje se arrasta. Por exemplo, a obra Race: The Reality of Human Differences (2004), de Vincent Sarich e Frank Miele, é uma tentativa recente de dar credibilidade acadêmica ao popular, mas desacreditado, mito de que "raça" constitui uma diferença humana essencial e não culturalmente construída, e usa o Egito de maneira semelhante. 